# ヨルダン内戦
ヨルダン内戦（ヨルダンないせん）は、1970年にヨルダンにおいて発生したヨルダン政府とパレスチナ解放機構（PLO）との内戦。9月に発生したことから黒い九月事件（ブラック・セプテンバー事件）と呼ばれることもある。

## 背景
第二次世界大戦後、パレスチナ分割が国連の場で協議されていた時期、トランス＝ヨルダンの独立（1946年に国名をヨルダン・ハシミテ王国に変更）を宣言した初代国王アブドゥッラー1世は、1947年11月、領土拡大を目指してパレスチナのユダヤ勢力と単独で交渉した。ユダヤ勢力がヨルダンへのパレスチナ領土の部分的編入を承認する代わりに、アブドゥッラー1世はユダヤ人の生存権を容認するという密約を交わした。アラブ諸国からの批判をかわし反イスラエルの態度を示すため、1948年5月のイスラエル独立宣言に際しては、アブドゥラ1世は他のアラブ諸国と共にパレスチナにヨルダン軍を派遣した。ヨルダン軍は攻撃をエルサレム近郊等に限定し、ユダヤ人に分割された地域は攻撃しなかった。その後1950年4月ヨルダン川西岸地区を自国に編入した。国民の約75％をパレスチナ人が占める人口構成となったヨルダンは、第三次中東戦争でイスラエルに占領されるまで、西岸地区のヨルダン化を進めた。
1952年に即位したフセイン1世は、1957年4月に政権崩壊の危機に直面したが、アメリカのアイゼンハワー政権の支援で危機を乗り切った。その後国内のパレスチナ難民の持つ強烈な反イスラエル感情に配慮しつつアラブ諸国内での孤立を避ける政策を取った。その一方で、アメリカからの支援を受けイスラエルとの軍事的対立を回避しながら、政権維持を図った。アラブ諸国内では、1952年の革命後、1954年にガマール・アブドゥル＝ナーセルが権力を掌握したエジプト、1958年の革命で共和国となったイラク、1946年独立後、民族主義者や軍部の政権が続いたシリアと、ヨルダン、サウジアラビア、イランの親米保守王政国家との、厳しい対立が続いた。
1963年から1966年にかけて、ヨルダンとイスラエルは、ヨルダン川西岸地区が敵対する外国勢力（エジプトやPLO）に占領される等安全保障上のリスクを避けるため、フセイン1世とイスラエル指導者との直接秘密交渉のチャンネルを構築した。長い国境線を接するヨルダンとの衝突を避けることは、エジプト、シリアから挟撃の危険に晒されているイスラエルにとって重要であった。
親米ヨルダンへの影響力拡大を目指したナセルは、1964年1月アラブ首脳会議でPLO（本部はアンマン）設立決定を主導した。ナセルは、フセイン1世に対してソ連から武器を購入し「東側諸国」に入るように圧力をかけた。フセイン1世は4月に訪米してアメリカに武器支援を要請した。ヨルダンで親米政権が存続することが国益に叶うと認識したアメリカのジョンソン政権は、8月、ヨルダンに戦車、装甲車両を売却することを決定した。
1966年、アラブ世界の中で、過激なナショナリズムの親ソ諸国（エジプト、シリア、イラク等）と保守的な親米諸国（サウジ、ヨルダン、レバノン等）との対立が深まっていた。長引くイエメンでの紛争はエジプト経済を疲弊させていた。このような時期に、1966年2月23日、シリアでクーデターが発生し新しいバアス党が政権を奪取した。この党はアラブ・ナショナリズムと過激なマルクス思想を併せ持ち、1960年代後半に世界的思想潮流の一つであった「ベトナム型」大衆行動を目指した。国内基盤の不安定なこのクーデター政権は、対外強硬策で国民の人気を得ようとした。そしてパレスチナ難民との連帯と反イスラエルを主張し、1966年を通してシリア＝イスラエル国境付近での軍事衝突を激化させていった。このようなシリア情勢を受け、アラブ世界における地位の保持を目指すナセルは、シリアと安全保障条約を締結した。
ソ連からの兵器供給を受け活発化していた、シリア領内からの越境攻撃に対する報復として、1967年4月7日、イスラエル空軍はシリアへの空爆を実行した。アラブ世界のリーダーを自負するナセルは、アラブ諸国から対抗措置実施を要求された。5月14日、第一次国際連合緊急軍(UNEF)のエジプト領内からの撤退を求め、5月22日、チラン海峡の封鎖を宣言した。この動きを受けジョンソン政権は、５月にレヴィ・エシュコル、ナセル、アレクセイ・コスイギンに親書を出す等、平和的解決を模索した。また特使をカイロに派遣した。しかし、調停工作は不調に終わった。フセイン1世は対イスラエル戦は勝算の見込みが無いと判断していたが、反イスラエルを叫ぶアラブ民衆の熱狂を後ろ盾にしたナセルの圧力に抗しきれなかった。5月30日、カイロで安全保障条約に調印しヨルダン軍はエジプト人司令官の指揮下に入った。6月5日イスラエルの先制攻撃で第三次中東戦争は開戦した。開戦直後イスラエルは「ヨルダンが攻撃を開始しなければイスラエル側は攻撃しない」というメッセージを、国際連合オブザーバーチームとアメリカを通じてフセイン1世に送ったが、フセイン1世にこのメッセージが届いたのは、ヨルダン空軍出撃後であった。戦争はイスラエルの圧倒的勝利で終わった。
第三次中東戦争により、約25万人のパレスチナ難民がヨルダン川東岸地区に押し寄せた。多数の難民を収容できる国力のないヨルダンは、イスラエルに占領されている西岸地区への難民帰還について、イスラエルと交渉を開始した。イスラエルは、占領地への難民の帰還を可能な限り避けたかったが、国際社会とアメリカの強い批判を受け、1967年8月31日を期限とし、一部のみ難民帰還を認めた。この結果多数の難民がヨルダンに残った。また、戦争前、ヨルダン川西岸地区には8行の商業銀行が営業しており、その総資産はヨルダンにおける商業銀行資産の5分の1を占めていた。戦争によりこれらの銀行がイスラエルによって閉鎖されたことは、ヨルダン経済にとって大きな打撃となった。戦争で大敗し、ヨルダン川西岸をイスラエルに占領されたヨルダンは、農業収入の40％、観光収入の80％、工業生産の20％を失い、深刻な不況に陥った。戦後の難民の流入により、すでにダメージを受けていた社会インフラは切迫した状況となった。アラブ諸国からの投資の減少、治安の悪化が進行した。生活の困窮をもたらした政府に対する国民の不満を背景に、ヨルダンの保守親米政権とPLOの対立は激化した。
1969年3月から激化していたエジプトとイスラエル間の「消耗戦争」では、1970年7月、ニクソン政権の国務長官ロジャースが提示した調停案を両国が受諾し、8月停戦が実現した。8月の敵対行為停止成立には、エジプト、イスラエル、ヨルダンが関わっていた。エジプトは、イスラエルとの対決よりも政治的合意を優先した。ヨルダンに課された停戦条件は、イスラエルへのパレスチナ・ゲリラによる越境攻撃の取締りであった。このような停戦受諾は、特に、イスラエル建国以後の紛争によりパレスチナを追われたパレスチナ難民の強烈な反感を招いた。この反感を背景に、アンマンに本部を置くPLOは親米ヨルダン政権との対立を深めた。
1970年にはPLOは、ヨルダン国内ではフセイン1世の権威を蚕食する勢いを持っていた。その勢力範囲の中では自由に活動し、そこは宛ら「国の中の国」のようであった。6月17日アメリカは国家安全保障会議（NSC）において、レバノンやヨルダンで紛争が勃発した際の対応を協議した。8月アンマンでPLOは「国民会議」を開催したが、様子見の姿勢の主流派ファタハと王政打倒を主張する過激派PFLPとの意見調整は難航した。これに業を煮やしたPFLPは1970年9月6日と9日にハイジャック事件を起こした。フセイン1世はPLOを壊滅させることを決意し、ヨルダン軍が攻撃を開始して内戦となった。

## 内戦

### ハイジャック事件
1970年9月6日と9日、PFLPのメンバーが、民間旅客機5機のハイジャックを決行した。イスラエルの旅客機では失敗したが、スイス、アメリカ、イギリスの旅客機は、ヨルダン北部のドーソン・フィールドに着陸させられた。アメリカの別の旅客機は、カイロに着陸させられたが犯人グループは投降した。テロリストは、イギリス、スイス、西ドイツ、イスラエルに拘束されている、アラブ・テロリストの釈放を要求した。4機の内3機は爆破され、ヨーロッパ諸国は収監されていた7人のアラブ・テロリストを釈放した。テロリストは約300名の人質を解放し、残りの人質はアンマン近郊の難民キャンプに分散して拘束を続けた。最後の人質54名は9月末に解放された。この事件により、国内にPLOが本部を置くことを認めていた上に、国土の一部分をPLOのなすがままにされ、その末にハイジャックの目的地とされたヨルダンは世界的な批判を浴びた。窮地に追いやられたフセイン1世はPLOへの攻撃を開始した。

### 戦闘勃発から停戦
9月14日、フセイン1世は国内に戒厳令を敷き、国王親衛隊のベドウィン部隊を中心とする政府軍がアンマンに進出した。9月15日フセイン1世はイギリスを介して、アメリカに軍事的支援を要請する可能性があることを示唆した。アメリカ大統領補佐官ヘンリー・キッシンジャーは、空母部隊を東地中海に派遣し、西ドイツに駐留する空挺部隊を警戒態勢に置いた。
9月16日、ヨルダン軍はPLO部隊への攻撃を開始した。戦闘はヨルダン各地に波及し、圧倒的な軍事力を持つ政府軍にPLOは敗走を重ねた。9月17日、PLOの軍事的崩壊を恐れたナセルは、サディグ陸軍参謀総長を特使としてヨルダンに派遣し、フセイン1世の説得にあたらせた。フセイン1世は説得に応じず戦闘は継続された。9月17日、シリアはPLO支援のため、シリア軍のヨルダン介入を決定した。
9月19日、シリアは約300両の戦車部隊をヨルダンに侵攻させ北部の都市イルビドを占領した。9月20日、フセイン1世は、アメリカに空爆と地上軍によるシリア戦車部隊への攻撃を要請した。この要請は同20日午後7時（アメリカ東部時間）からキッシンジャーが議長を務めるWSAGで協議された。米軍はヨルダン支援に十分な兵力を緊急に派遣する体制が保持できていない事や、ヨーロッパの同盟国が軒並み米軍への協力に難色を示した事から、イスラエル軍にシリア戦車部隊への攻撃を要請する案が浮上した。20日午後10時ニューヨークに滞在中の首相ゴルダ・メイアと特命大使イツハク・ラビンに、キッシンジャーが電話をかけ、イスラエル軍による、偵察、攻撃について打診した。翌21日早朝午前3時30分ラビンから「空爆と地上軍投入は可能である」とキッシンジャーに返答があった。イスラエルにとっても、第三次中東戦争後ソ連からの支援で増強されたシリア軍に打撃を与えることができる機会だった。21日午前8時45分からNSCが開かれ、ヨルダン情勢について協議が行われた。アメリカはヨルダン政府を支援しイスラエル軍の軍事行動に同意するとし、協議内容をフセイン1世に伝えた。
9月21日、イラクは内戦に不介入の方針を取り、ヨルダン領内に駐留させていた12000名のイラク軍を本国に撤退させた。
9月22日、ナセルの呼びかけで、サウジアラビア、リビア等、アラブ諸国の首脳が集まりヨルダン内戦への対応を協議した。協議後同日、スーダン大統領モハメド・アン＝ヌメイリを長とする代表団がアンマンを訪問し、フセイン1世とアラファト等PLOの指導者と会談し事態の収拾を図ったが、停戦は実現しなかった。
ソ連は、シリアに対してヨルダンからの撤退を助言した。
アメリカとイスラエルによる軍事的支援の約束に意を強くしたフセイン1世は、22日午前中、ヨルダン空軍（旧式のイギリス製ホーカー ハンター戦闘機を32機保有）を出動させ、イルビド付近のシリア戦車部隊を空爆した。MiG21を多数保有していたシリア空軍は出撃しなかった。この攻撃が効果を上げ、同日午後にはシリア戦車部隊は撤退を始めた。23日には全戦車部隊がヨルダン領から撤退した。25日にはヨルダン軍とPLOの停戦が発表された。ナセルは、フセイン1世とPLOの代表をカイロに招き、27日両者は合意文書に署名した。PLOはレバノンに本部を移すこととなった。
イスラエル軍はシリア国境付近に部隊を移動させたが、攻撃を開始する前に事態は収束した。内戦中、イスラエルはヨルダンへの友好的な姿勢を見せようと、イスラエルの保健相が、西岸地区とイスラエルの病院への負傷者受入を表明した。また、9月23日から30日にヨルダン側から拒否されるまで、医薬品や食料を、ヨルダン川のアレンビー橋を越えて東岸のヨルダンへ搬入した。

### 内戦の影響

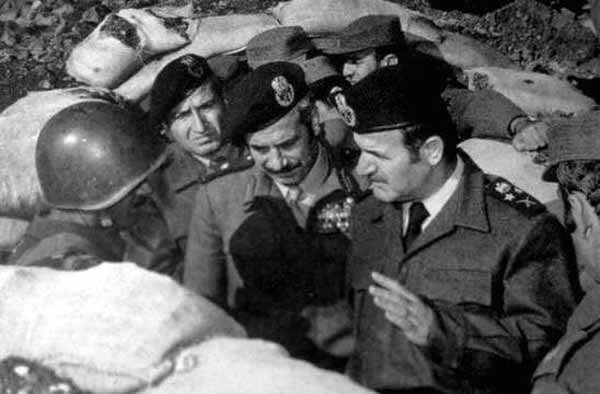
ハーフィズ・アル＝アサド（右）

#### アメリカ
ヨルダン内戦は、アメリカとイスラエルとの関係に大きな影響を与えた。中東におけるアメリカの国益のために緊密に連携して行動するイスラエルは、中東という重要な地域における、対等ではないが貴重なパートナーである、という認識をニクソン政権は持った。
1970年以降、特に軍事分野においてアメリカからイスラエルへ支援が急増し、幅広い経済的支援や安全保障への関与が行われた。5億ドルの軍事援助とF-4ファントム戦闘機18機の早期引き渡しを、ニクソンは決定した。

#### イスラエル
1970年9月25日キッシンジャーはイツハク・ラビンに電話をかけた。「私は、ヨルダン情勢悪化を食い止め政権転覆の動きを封じたイスラエルの役割を決して忘れない」というニクソンの感謝のメッセージをゴルダ・メイア首相に伝えるように依頼した。キッシンジャーは「アメリカはイスラエルのような味方を中東に持つことができて幸運だ」とも述べた。ラビンは、この発言は、イスラエルとアメリカの相互関係に関する、アメリカ大統領による最も踏み込んだ発言だと歓喜し、両国の関係強化に成功したと認識した。

#### エジプト
内戦終結の仲介役を果たしたナセルであったが、停戦直後の1970年9月28日心臓発作によって52歳で急死した。1952年のエジプト革命と近代化の立役者を失い、エジプト国民だけでなくアラブ全体が動揺した。代わってエジプト大統領となったのは、副大統領から昇格したサダトであった。彼は、前任者のナセルと異なり、アメリカに対して強い不信感を持っておらず、逆に、エジプトの支援要求に十分に応えず、時にエジプトに対して尊大な姿勢で接するソ連に、大きな不満を感じていた。
1970年10月1日のナセルの葬儀に、アメリカはエリオット・リチャードソン保健教育福祉長官を長とする弔問団を派遣した。リチャードソンは、葬儀当日と翌日、サダトと個別に会談した。この会談でサダトは「近年のエジプトとアメリカの関係は良好とは言えないので、新たに友好的かつ協力的な関係を築きたいと私は考えている」とニクソンに伝えるように、リチャードソンに依頼した。リチャードソンは帰国後、ニクソンとキッシンジャーにサダトのメッセージを伝えた。この後、1971年5月6日国務長官ロジャースはカイロを訪問し、サダトとの会談が実現した。サダトは、アラブ＝イスラエル紛争の解決を望んでおり、アメリカとの関係改善とソ連への依存解消に興味を示した。

#### ソ連
中東地域での影響力拡大のため支援してきたナセルが急死し、ソ連はナセルの後継者サダトとの関係を構築する必要に迫られた。国内の政治基盤が弱かったサダトにとって、イスラエルに占領された領土奪還は至上命題であり、そのためソ連に兵器供与を再三要請した。ソ連は、米ソデタントも考慮したためサダトが望んだ兵器供与を拒否した。ソ連の軍事顧問団がみせる威圧的な態度にも憤慨したサダトは、1972年7月ソ連軍をエジプトから退去させた。ソ連の中東政策は大きな痛手を受けた。エジプトでの足場を失ったソ連は、シリア、イラク、PLOへの支援を増加させた。ヨーロッパからの兵器獲得を試みたが失敗したサダトはソ連との関係回復を目指し、1972年10月首相をモスクワに派遣した。その後ソ連からの兵器供給は再び活発となり、軍備増強に成功したサダトは1973年10月、第四次中東戦争を開始した。

#### ヨルダン
ヨルダンはPLOを国内から駆逐し政治的安定を取り戻した。しかし、アラブ連盟の総意で設立されたPLOを攻撃したことで、連盟各国から強い非難を浴び、アラブ社会で孤立した。一方、ヨルダンは親米路線を進め、アメリカとの軍事協力は拡大した。両国の参謀総長による年2回の会合開催に加え定期的な情報交換の実施、フセイン1世と定期的に会談するCIA職員のアンマン駐在が実現した。1970年12月2日、フセイン1世はカイロを訪問しサダトと会談した。占領地からのイスラエル軍撤退の要求を継続することで合意し、ヨルダン内戦で悪化した両国の関係は修復された。カイロ訪問後フセイン1世は訪米し、12月8日ニクソンと首脳会談を行った。両国の緊密な連携が合意された。ヨルダンは「アラブの敵」イスラエルとの戦略的同盟関係も強化し、親米路線と並ぶ外交の基本とした。ヨルダン、イスラエル、アメリカ、三か国が戦略的に連携したことが1994年の平和条約に繋がった。

#### シリア
1966年2月に政権を奪取した新バアス党政権は不安定で軍事色の強い政権であった。政権の中心人物であったサラーフ・ジャディートとハーフィズ・アル＝アサドは、両者とも少数派のアラウィ派出身で、新政権の支持基盤は旧バアス党政権よりも弱かった。両者は政権内で勢力争いを繰り返しながら、民衆の不満をそらす対外強硬策により、政権維持を図った。ジャディードはバアス党内で影響力を持ち、アサドはシリア軍内で支持を得ていた。1967年6月の第三次中東戦争後、両者は敗戦の原因を巡り互いを非難し対立を深めた。イスラエルとの紛争に勝利するために、ジャディードは、シリアが支援するパレスチナ人組織による闘争強化を主張した。一方アサドは、シリア軍単独ではなく、他のアラブ諸国との同盟による対イスラエル共同軍事行動を主張した。軍を掌握したアサドは、政権内での影響力を強めていった。
1970年9月、ヨルダンへ侵攻したシリア軍は陸軍のみであった。侵攻の際事実上シリア軍の指導者であり空軍司令官であったアサドはアタシ大統領の空軍出動命令を拒否した。アサドは、ヨルダン侵攻の失敗について以下のように回想している。「難しい状況だった。私は、敵ではないと思っていたヨルダンと戦うことに落胆していた。戦争を拡大したくなかったので、虎の子の空軍は動かさなかった。私の気持ちとしては、空軍を出動させずに、目的のゲリラ保護が果たせれば、それが一番だと思っていた」。 1970年11月13日アサドはクーデターを決行した。権力を掌握したアサドは、ヨルダン内戦で関係が悪化したエジプトとの関係修復を目的とし、11月26日カイロを訪問した。新たな軍事同盟をエジプトと結び、協調して反イスラエルの姿勢を貫くことが確認された。

#### レバノン
レバノンは多宗教国家であったが、ここにパレスチナ難民を引き連れたPLOがやってきたことによって、それまでの宗教バランスが崩れた。調和の崩壊は対立と衝突を生み、1975年4月にキリスト教武装勢力がPLOを襲撃したことからレバノン内戦が勃発した。

#### PFLP
PFLPの一部メンバーはこの事件を恨み、事件の起きた9月を「黒い九月」ブラックセプテンバーと呼び、自らのグループ名とした。彼らは1972年のミュンヘンオリンピックにおいて、イスラエル選手団を襲撃、多数を殺害するいわゆる「ミュンヘンオリンピック事件」を起こしたのであった。

## 注
1. ↑  鹿島正裕『中東戦争と米国　ー　米国・エジプト・関係史の文脈』御茶ノ水書房、2003年3月25日、23頁。
2. ↑  5. Arab League declaration on the invasion of Palestine, 15 May 1948, II. THE WAR OF INDEPENDENCE, Israel's Foreign Relations Volumes 1-2: 1947-1974.
3. ↑  10. Jordanian Annexation of West Bank, Resolution Adopted by the House of Deputies, Amman, 24 April 1950, Israel's Foreign Relations Volumes 1-2: 1947-1974.
4. ↑  Joseph Nevo & Ilan Pappe, ed (2016). Jordan in the Middle East, 1948-1988, The Making of a Pivotal State. Routledge. pp. 162-165
5. ↑  Telegram From the Department of State to the Embassy in Jordan, Washington, April 25, 1957—8:16 p.m., FOREIGN RELATIONS OF THE UNITED STATES, 1955–1957, NEAR EAST: JORDAN-YEMEN, VOLUME XIII, p.113.
6. ↑  小野沢透『幻の同盟（下）：冷戦初期アメリカの中東政策』名古屋大学出版会、2016年2月27日、831-836頁。
7. ↑  Richard B. Parker (1993). The Politics of Miscalculation in the Middle East. Indiana University Press. pp. 101-102
8. ↑  Joseph Nevo & Ilan Pappe, ed (2016). Jordan in the Middle East, 1948-1988, The Making of a Pivotal State. Routledge. pp. 165-178
9. ↑  Alexander Bligh (2002). The Political Legacy of King Hussein. Sussex Academic Press. p. 36
10. ↑  Abraham Ben-Zvi (2007). The Origin of the American-Israeli Alliance, The Jordanian factor. Routledge. p. 83
11. ↑  Telegram From the Department of State to the Embassy in Jordan, Washington, August 4, 1964, 8:37 p.m., FOREIGN RELATIONS OF THE UNITED STATES, 1964–1968, VOLUME XVIII, ARAB-ISRAELI DISPUTE, 1964–1967, pp.189-191.
12. ↑  Adeed Dawisha (2003). Arab Nationalism in the Twentieth Century: From Triumph To Despair. Princeton University Press. pp. 248-249
13. ↑  Minutes of the Ninth Meeting of the Middle East Control Group,Washington, June 4, 1967, 11 a.m., FOREIGN RELATIONS OF THE UNITED STATES, 1964–1968, VOLUME XIX, ARAB-ISRAELI CRISIS AND WAR, 1967, pp.283-286.
14. ↑  William B. Quandt (2005). Peace Process, American Diplomacy and The Arab-Israeli Conflict since 1967. Brookings Institution Press. p. 37
15. ↑  15, Broadcast to the Nation by Prime Minister Eshkol, 5 June 1967, Israel's Foreign Relations, VOLUMES 1-2: 1947-1974, XI. THE SIX-DAY WAR.
16. ↑  Telegram From the Department of State to the Embassy in Jordan, Washington, June 5, 1967, 9:49 a.m., FOREIGN RELATIONS OF THE UNITED STATES, 1964–1968, VOLUME XIX, ARAB-ISRAELI CRISIS AND WAR, 1967, p.304.
17. ↑  Tom Segev (2008). 1967, Israel, the War and the Year that Transformed the Middle East. Abacus. p. 407
18. ↑  Yehuda Lukacs (1997). Israel, Jordan and the Peace Process. Syracuse University Press. pp. 64-69,74
19. ↑  Joseph Nevo & Ilan Pappe, ed (2016). Jordan in the Middle East, 1948-1988, The Making of a Pivotal State. Routledge. p. 47
20. ↑  Memorandum From Secretary of State Rogers to President Nixon, Washington, June 9, 1970, FOREIGN RELATIONS OF THE UNITED STATES, 1969–1976, VOLUME XXIII, ARAB-ISRAELI DISPUTE, 1969–1972, pp.415-418.
21. ↑  17. Israel Accepts the United States Initiative,  31 July 1970, XII. THE WAR OF ATTRITION AND CEASE FIRE, Israel's Foreign Relations Volumes 1-2: 1947-1974.
22. ↑  Adam M. Garfinkle (1985). “Decision Making in the Jordan Crisis: Correcting the Record”. The Academy of Political Science Vol.100, No.1:  122.
23. ↑  David A. Korn (2019). Stalemate, The War of Attrittion and Great Power Diplomacy in the Middle East, 1967-1970. Routledge. p. 269
24. ↑  William B. Quandt (2005). Peace Process, American Diplomacy and The Arab-Israeli conflict since 1967. Brookings Institution Press. pp. 76-77
25. ↑  Steven L. Spiegel (1985). The Other Arab-Israeli Conflict, Making America's Middle East Policy, from Truman to Reagan. The University of Chicago Press. pp. 196-201
26. ↑  Henry Kissinger (1979). The White House Years. George Weidenfeld & Nicolson Ltd. pp. 601-610
27. ↑  Henry Kissinger (1979). The White House Years. George Weidenfeld & Nicolson Ltd. pp. 610-612
28. ↑  Mohamed Heikal (1975). the Road to Ramadan. William Collins Sons & Co. Ltd.. p. 98
29. ↑  Yaacov Bar-Siman-Tov (2018). Linkage Politics in the Middle East Syria Between Domestic and External Conflict, 1961-1970. Routledge. p. 164
30. ↑  Minutes of a Washington Special Actions Group Meeting, Washington, September 20, 1970, 7:10–9:15 p.m., FOREIGN RELATIONS OF THE UNITED STATES, 1969–1976, VOLUME XXIV, MIDDLE EAST REGION AND ARABIAN PENINSULA, 1969–1972; JORDAN, SEPTEMBER 1970, pp.774-783.
31. ↑  Adam M. Garfinkle (1985). “Decision Making in the Jordan Crisis: Correcting the Record”. The Academy of Political Science Vol. 100, No.1:  124-125.
32. ↑  Minutes of a National Security Council Meeting, Washington, September 21, 1970, 8:45 a.m., FOREIGN RELATIONS OF THE UNITED STATES, 1969–1976, VOLUME XXIV, MIDDLE EAST REGION AND ARABIAN PENINSULA, 1969–1972; JORDAN, SEPTEMBER 1970, pp.831-839.
33. ↑  Alexander Bligh (2002). The Political Legacy of King Hussein. Sussex Academic Press. p. 140
34. ↑  Mohamed Heikal (1975). the Road to Ramadan. William Collins Sons & Co. Ltd.. pp. 98-99
35. ↑  Mahmoud Riad (1981). The Struggle for Peace in the Middle East. Quartet Books. p. 165
36. ↑  William B. Quandt (2005). Peace Process, American Diplomacy and the Arab-Israeli Conflict since 1967. Brookings Institution Press. pp. 78-83
37. ↑  Yitzhak Rabin (1996). The Rabin Memoirs. University of California Press. pp. 186-189
38. ↑  Yehuda Lukacs (1997). Israel, Jordan, and the Peace Process. Syracuse University Press. pp. 70-72
39. ↑  Memorandum From the President’s Assistant for National Security Affairs (Kissinger) to President Nixon, Washington, September 25, 1970, FOREIGN RELATIONS OF THE UNITED STATES, 1969–1976, VOLUME XXIV, MIDDLE EAST REGION AND ARABIAN PENINSULA, 1969–1972; JORDAN, SEPTEMBER 1970, pp.914-915.
40. ↑  Abraham Ben-Zvi (2007). The Origin of the American-Israeli Alliance, The Jordan factor. Routledge. pp. 82-83
41. ↑  Yitzhak Rabin (1996). The Rabin Memoirs. University of California Press. p. 189
42. ↑  Mohamed Heikal (1975). the Road to Ramadan. William Collins Sons & Co. Ltd.. p. 115
43. ↑  David A. Korn (2019). Stalemate, The War of Attrition and Great Power Diplomacy in the Middle East, 1967-1970. Routledge. pp. 271-272
44. ↑  Editorial Note. FOREIGN RELATIONS OF THE UNITED STATES, 1969–1976, VOLUME XXIII, ARAB-ISRAELI DISPUTE, 1969–1972, pp.827-834.
45. ↑  Steven L. Spiegel (1985). The Other Arab-Israeli Conflict, Making America's Middle East Policy, from Truman to Reagan. The University of Chicago Press. pp. 205-206
46. ↑  Fred Wehling (1997). Irresolute Princes: Kremlin Decision Making in Middle East Crisis, 1967-1973. Macmillan Press Ltd. pp. 100-102
47. ↑  Alexander Bligh (2002). The Political Legacy of King Hussein. Sussex Academic Press. p. 142
48. ↑  Mahmoud Riad (1981). The Struggle for Peace in the Middle East. Qartet Books. p. 176
49. ↑  Memorandum of Conversation, Washington, December 8, 1970, 11 a.m., FOREIGN RELATIONS OF THE UNITED STATES, 1969–1976, VOLUME XXIII, ARAB-ISRAELI DISPUTE, 1969–1972, pp.662-665.
50. ↑  Abraham Ben-Zvi (2007). The Origin of the American-Israeli Alliance, The Jordanian factor. Routledge. p. 83
51. ↑  Yaacov Bar-Siman-Tov (2018). Linkage Politics in the Middle East Syria Between Domestic and External Conflict, 1961-1970. Routledge. pp. 147-169
52. ↑  パトリック・シール『アサド　中東の謀略戦』時事通信社、1993年8月10日、151頁。
53. ↑  Mahmoud Riad (1981). The Struggle for Peace in the Middle East. Quartet Books. p. 176
54. ↑  Steven L. Spiegel (1985). The Other Arab-Israeli Conflict, Making America's Middle East Policy, from Truman to Reagan. The University of Chicago Press. pp. 310-312
55. ↑  Nadav Safran (1981). Israel, The Embattled Ally. The Belknap Press of Harvard University Press. pp. 562-565
56. ↑  Memorandum for the President’s Files by the President’s Deputy Assistant for National Security Affairs (Haig), Washington, September 6, 1972, 10 a.m., FOREIGN RELATIONS OF THE UNITED STATES, 1969–1976, VOLUME XXIII, ARAB-ISRAELI DISPUTE, 1969–1972, pp.1039-1045.